# Izabela Czartoryska
Izabela Czartoryska (3. března 1746 Varšava – 17. června 1835 Wysocko) byla polská aristokratka, spisovatelka, sběratelka umění, vlastenka a zakladatelka prvního polského muzea (dnes Muzeum knížat Czartoryských v Krakově). Hrála důležitou roli v polské politice a kultuře pozdní Rzeczpospolité na přelomu 18. a 19. století. Současníky byla pro své hrdé vlastenectví ironicko-obdivně přezdívána Matka Sparťanka.

## Život

### Dětství a mládí
Narodila se 3. března 1746 ve Varšavě do smíšeného německo-polského manželství. Otcem byl pomořanský hrabě Georg Detlev von Flemming a matkou princezna Antonina Czartoryská (dcera české šlechtičny Eleonory z Valdštejna). Matku však nikdy pořádně nepoznala, protože ta zemřela za tři týdny po porodu na neštovice. Otec si sice poté vzal její sestru, jenomže i ona zakrátko zemřela na stejnou nemoc. Malá Izabela byla tedy vychovávána především svou babičkou Eleonorou; vyrůstala v „Modrém paláci“ Czartoryských ve Varšavě a především na panství spřátelené rodiny Poniatowských ve Wolczynu (dnes Voŭčyn v Bělorusku). Z politických důvodů byla 19. listopadu 1761 otcem jako 15letá provdána za knížete Adama Kazimíra Czartoryského, téměř o 12 let staršího než ona.
Vedla bohatý společenský život elity své doby, doprovázela muže na cestách do zahraničí, především do Francie, kde se mj. potkala s Jeanem-Jacquesem Rousseauem, Voltairem, Benjaminem Franklinem; později se doma v Polsku setkala i s Casanovou (ten jí ocenil jako „velmi pěknou ženu, která však manželovi ještě nedala syna, protože byla na jeho vkus příliš hubená“) a dalšími.
Roku 1783 spolu se svým manželem kompletně přeměnila zděděný palác v Puławách, kam se rodina přestěhovala z Varšavy, na intelektuální a politické středisko polského života, jež soutěžilo s varšavským královským dvorem. Její knížecí dvůr byl jedním z nejvíce liberálních a progresivních, i když některé aspekty jejího chování působily skandály (zejména různé milostné avantýry).

### Politická angažovanost
Rodinná tragédie (smrt dvou dcer v jednom roce, přičemž prvorozená Tereza nešťastnou náhodou utrpěla silné popáleniny a za velikých bolestí po několika dnech zemřela) ji přiměla obrátit se k vážnějším věcem, než jen dosavadním frivolním radovánkám. V narůstající krizi polsko-litevského soustátí začala podporovat svého manžela v jeho politických snahách a angažovat se v národně-burcující agitaci. Iniciovala složení alegorické protiruské opery Matka Sparťanka (W. F. Lessel, 1786) – sama v ní hrála hlavní roli (odtud i její přezdívka) – která měla veliký dosah na dobové obecenstvo. Roku 1788 se přidala k šlechtické, proprusky a protikrálovsky orientované Vlastenecké straně (polsky Stronnictwo Patriotyczne), snažící se o zásadní reformy a proměnu Polska v konstituční monarchii. „Čtyřletý sejm“ vedl mnohá svá rokování v palácích Czartoryských (Modrém paláci varšavském a v Puławách), kde mj. byl vypracován koncept Květnové ústavy. Izabela se těchto jednání aktivně účastnila, ovšem její výrazné vystupování přineslo i odpor ze strany části šlechtické veřejnosti a proto ji manžel „uklidil“ s nejstarším synem na cestu do Británie, kde pobyli více než rok a vrátili se těsně před přijetím ústavy.
Zklamání z prohrané rusko-polské války (v níž bojoval i syn Adam Jiří) a následného druhého dělení Polska (1793) vedlo manžele Czartoryské k usilovnému hledání osobnosti, která by hynoucí Polsko zachránila – proto také ve své rezidenci v Sieniawě poskytli útočiště novému hrdinovi, generálovi Tadeuszovi Kościuszkovi, kterého již v mládí finančně podporovali na studiích v Paříži. Izabela zorganizovala na den jeho jmenin (28. října 1792) symbolickou slavnost, během níž jej ověnčila korunou z listí dubu údajně kdysi vysazeného králem Janem Sobieským na paměť vítězství nad Turky u Vídně... Nejen v Polsku, ale i v zahraničí byl tento akt pochopen jako výzva Kościuszkovi, aby se zmocnil vlády a postavil se tlaku Ruska a Pruska. Proto když vypuklo Kościuszkovo povstání (1794) byli Czartoryští považováni za hlavní hybatele a podněcovatele vzpoury, byť oba shodou okolností v té době dleli mimo Polsko (Izabela, na druhé cestě do Anglie se svým synem, zůstala po dobu války internována v tehdy rakouském Bruselu). Na rozkaz carevny Kateřiny Veliké byl ruskými vojsky z pomsty naprosto vyplundrován zámek Puławy i s přilehlým parkem.

### Mecenáška kultury po zániku Polska

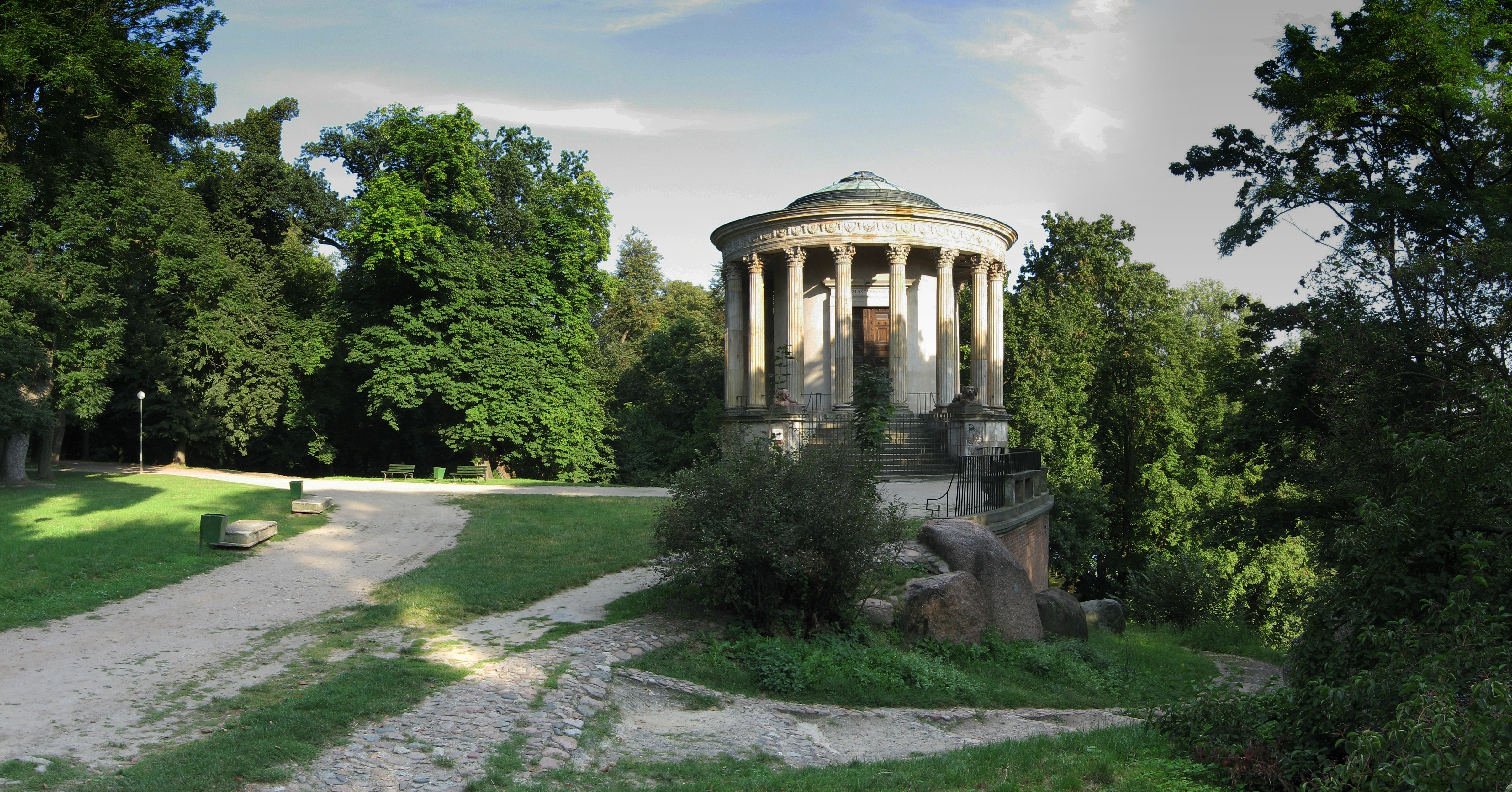
Sibylina svatyně v pulawském parku, dílo klasicistního polského architekta Piotra Aignera, byla silně inspirována antickým Vestiným chrámem v Tivoli

Po dokonání třetího dělení Polska se Izabela mohla s rodinou vrátit na své pulawské panství, které se nyní nacházelo v rámci Habsburské monarchie. Synové Adam Jiří a Konstantin Adam ovšem museli nastoupit jako svého druhu rukojmí do dvorské služby na carský dvůr v Petrohradě, aby carevna sňala ze statků Czartoryských sekvestraci (zatímco mladší Konstantin se mohl vrátit domů již o rok a půl později, Adam Jiří v Rusku na dlouhou dobu zůstal a učinil tam skvělou kariéru).
Hned roku 1796 se Izabela pustila do obnovy zámku i parku, který nechala obnovit v anglickém slohu. Aby povzbudila těžce pošramocené národní povědomí polské veřejnosti, rozhodla se pak v letech 1798–1801 v parku vybudovat Sibylinu svatyni (Świątynia Sybilli), původně nazývanou „Svatyně paměti“ – první muzeum v polských dějinách, kam shromažďovala různé památky nejen na členy své a manželovy rodiny, ale především artefakty i ostatky velkých osobností dějin Polska. Tak se podařilo zachránit před zničením řadu cenností a památek polské státnosti, které jinak pruští a ruští rozbiorcy záměrně ničili. Před výbuchem Listopadového povstání (1830) bylo muzeum uzavřeno a evakuováno do Paříže. Roku 1878 toto muzeum znovuotevřel Izabelin vnuk Władysław Czartoryski v Krakově, kde se nachází dodnes.

### V emigraci (po 1830)
Zemřela 15. července 1835 v malopolské vsi Wysocko (tehdy součásti rakouského záboru), na zámku své dcery Marie. O čtvrt století později byly její ostatky přeneseny do rodinné hrobky v Sieniawě.

## Rodina
S manželem měli 3 děti:
- Teresa (1765–1780)[3]
- Gabriela (1780),[4] zemřela krátce po narození
- Zofia (1778–1837)

Dále měla 4 děti ze svých početných mileneckých vztahů:
- Marie Anna (15. března 1768 – 21. října 1854), s největší pravděpodobností byla dcerou posledního polského krále Stanislava II. Augusta, roku 1784 se provdala za Ludvíka Württemberského, rozvedli se v roce 1793
- Adam Jerzy Czartoryski (1770–1861), prvorozený syn se narodil z poměru s ruským velvyslancem, generálem Nikolajem Vasiljevičem Repninem
- Konstanty Adam (1774–1860), druhý syn byl ze vztahu s francouzským knížetem Armandem Louisem de Lauzunem-Bironem
- Cecylia (1787–1851), zplozena s polským šlechticem Kazimírem Rzewuským, byla jediná, která nenesla rodové jméno Czartoryských (její pravou totožnost matka až do její dospělosti utajovala)

## Dílo
- Myśli różne o sposobie zakładania ogrodów (1805)
- Książka do pacierzy dla dzieci wiejskich podczas Mszy Świętej dla szkółki puławskiej napisana (1815)
- Pielgrzym w Dobromilu, czyli nauki wiejskie (asi 1818)
- Dyliżansem przez Śląsk: Dziennik podróży do Cieplic w roku 1816 (rkp.)
- Katalog Sybilli (1827)
- Poczet pamiątek zachowanych w Domu Gotyckim w Puławach (1828)
- Mémoires et écrit divers (rkp.)
- Tour through England (rkp.)